# 里奇·蘇巴吉亞
里奇·蘇巴吉亞（1971年1月27日—），印尼前男子羽球运动员。他在1996年亞特蘭大奧運會搭檔雷克西·邁納基贏得男子雙打金牌。

## 簡歷
在1990年代，里奇·蘇巴吉亞和同胞雷克西·邁納基組成了這十年中國際上最成功的男子雙打組合。兩者都以其速度和力量著稱，蘇巴吉亞和邁納基共同贏得了超過30個國際冠軍，包括至少一次羽毛球的所有主要錦標賽。他們的主要勝利包括1996年亞特蘭大奧運會的金牌，1995年在瑞士洛桑舉行的兩年一度的IBF世界錦標賽，以及1995年和1996年的古老的全英公開錦標賽。他們的其他勝利還包括中國（1992年）、印尼（1993年、1994年、1998年、1999年）、馬來西亞（1993年、1994年、1997年）、韓國（1995年、1996年）和丹麥（1998年）等公開賽，以及世界羽球大獎賽（1992年、1994年、1996年）、羽球世界盃（1993年、1995年、1997年）和四年一度的亞運會（1994年、1998年）。
蘇巴吉亞和邁納基是1997年格拉斯哥IBF世界錦標賽的銅牌得主。他們在1992年和2000年奧運會的四分之一決賽中被淘汰出局。他是1994年、1996年、1998年和2000年連續四屆湯姆斯盃（男子團體賽）世界冠軍印尼隊的成員。